# Gunnison-Beifußhuhn

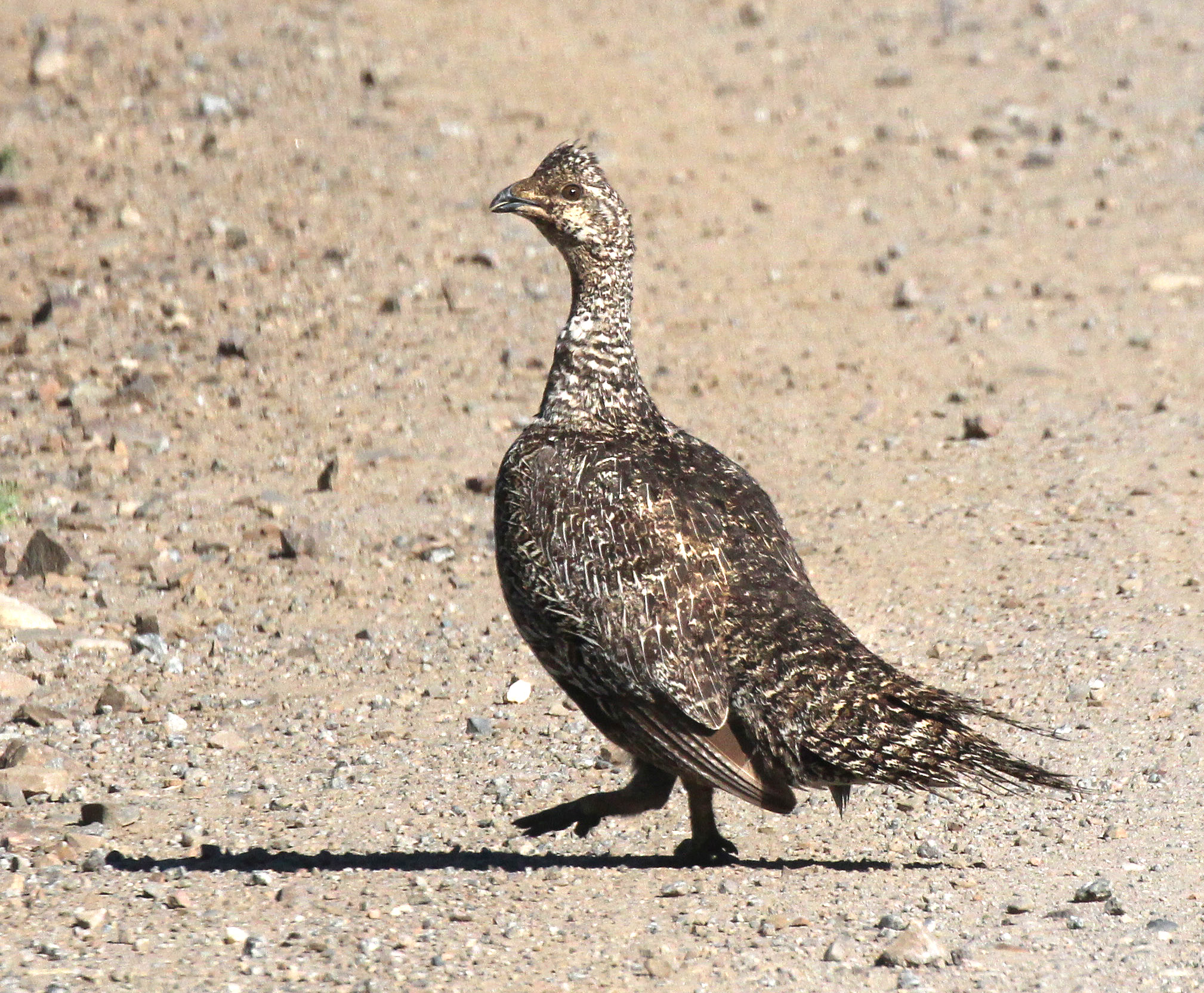
Gunnison-Beifußhuhn Weibchen

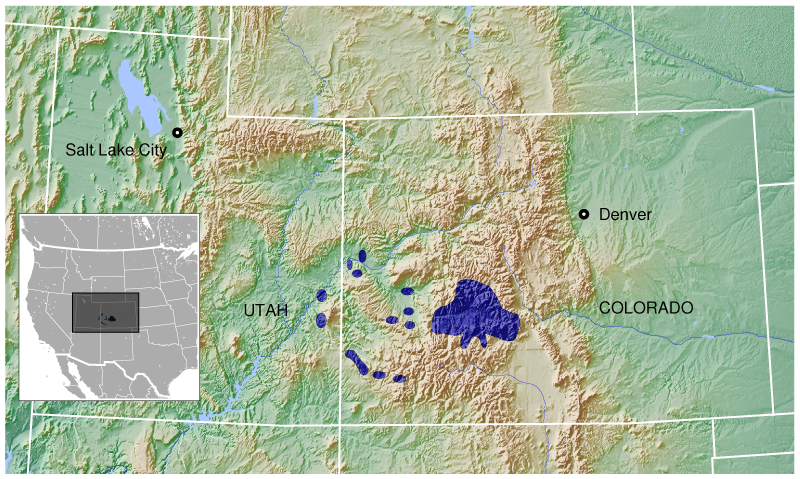
Verbreitungsgebiet des Gunnison-Beifußhuhns (blau)

Das Gunnison-Beifußhuhn (Centrocercus minimus), auch Kleinbeifußhuhn genannt, ist eine Art der Fasanenartigen. Es ist endemisch in einem kleinen Gebiet in den USA und wurde erst im Jahre 2000 wissenschaftlich beschrieben. Die Art ähnelt sehr stark dem Beifußhuhn, ist aber etwa ein Drittel kleiner als dieses. Auch das Balzverhalten ist weniger ausgeprägt als beim Beifußhuhn.
Gunnison-Beifußhühner kommen nur im Südwesten des US-amerikanischen Bundesstaates Colorado und im extremen Südosten von Utah vor. Die größte Population findet sich in der Nähe des Gunnison Rivers in Colorado. Obwohl die Art in einer Region vorkommt, in der die Avifauna relativ gut bekannt ist, wurde die Art bis in die 1990er Jahre übersehen. Die Beschreibung als eigenständige Art wurde durch genetische Analysen bestätigt.
Ähnlich wie das Beifußhuhn hat das Gunnison-Beifußhuhn ein verhältnismäßig auffälliges Balzverhalten. Jedes Frühjahr versammeln sich die Männchen in einem Lek und zeigen dort ihre Balztänze. Weibchen halten sich in der Nähe dieser Leks auf und wählen das attraktivste Männchen zur Paarung aus. An der Fortpflanzung ist deshalb immer nur ein verhältnismäßig geringer Anteil der Gesamtpopulation beteiligt. Die Balztänze finden am frühen Morgen und am späten Abend statt und können mehrere Stunden andauern. Leks finden sich gewöhnlich in offenem Gelände, das einen dichten Bestand an Artemisia-Sträuchern aufweist.
Das Gunnison-Beifußhuhn gilt als eine gefährdete Art. Ihr Verbreitungsgebiet umfasst heute nur noch weniger als 500 Quadratkilometer.

## Belege

### Einzelbelege
1. ↑  Kahn NW, Braun CE, Young JR, Wood S, Mata DR, Quinn TW (1999) Molecular analysis of genetic variation among large- and small-bodied Sage Grouse using mitochondrial control region sequences. The Auk 116(3): 819–824.
2. ↑   Madge et al., S. 381
3. ↑  Felicity Barringer: Interior Official and Federal Biologists Clash on Danger to Bird. New York Times, 4. Dezember 2004, abgerufen am 20. Juli 2008.
4. ↑  Juliet Eilperin: Bush Appointee Said to Reject Advice on Endangered Species. Washington Post, 30. Oktober 2006, abgerufen am 20. Juli 2008.
5. ↑  Felicity Barringer: Interior Official Steps Down Over Rules Violation. 2. Mai 2007, abgerufen am 20. Juli 2008.